# Volo Southwest Airlines 1248
Il volo Southwest Airlines 1248 (WN1248, SWA1248) era un volo passeggeri di linea da Baltimora, Maryland, a Las Vegas, Nevada, con scali a Chicago, Illinois, e Salt Lake City, Utah. L'8 dicembre 2005, durante la fase di atterraggio in una tempesta di neve, un Boeing 737 che operava su tale rotta è uscito di pista all'aeroporto di Chicago-Midway e si è schiantato nel traffico automobilistico, uccidendo un bambino di sei anni.

## Aereo ed equipaggio
L'aeromobile era un Boeing 737-700, numero di registrazione N471WN, consegnato alla Soutwest nel luglio 2004. Era alimentato da due motori turboventola CFM56-7B24.
Il capitano era il 59enne Bruce Sutherland, ex pilota dell'aeronautica statunitense. Entrò a far parte della Southwest Airlines nell'agosto del 1995 e, al momento dell'incidente, aveva accumulato 15.000 ore di volo, di cui 4.500 sui Boeing 737. Il primo ufficiale era il 34enne Steven Oliver, che lavorava per la compagnia aerea dal febbraio 2003 ed era stato in precedenza capitano nella Mesaba Airlines; al momento dell'incidente aveva accumulato 8.500 ore di volo (4.000 come capitano), di cui 2.000 sui Boeing 737. Nessuno dei due piloti era stato coinvolto in alcun incidente prima del volo 1248.
Il capitano Sutherland pilotava l'aereo, il primo ufficiale Oliver monitorava gli strumenti.

## L'incidente
Giovedì 8 dicembre 2005, il volo 1248 della Southwest Airlines doveva arrivare all'aeroporto di Chicago-Midway dall'aeroporto internazionale Thurgood Marshall di Baltimora-Washington, per poi proseguire all'aeroporto internazionale di Salt Lake City, quindi all'aeroporto internazionale McCarran di Las Vegas. L'aereo stette in un circuito di attesa, nel nord-ovest dell'Indiana, prima di tentare di atterrare, a causa di una tempesta di neve. Questa aveva ridotto la visibilità a circa un chilometro e mezzo.
Intorno alle 19:15 CST, il pilota tentò un atterraggio; sul terreno erano presenti circa venti centimetri di neve. I funzionari dell'aeroporto dichiararono che la pista era stata pulita prima del momento dell'atterraggio. Le ultime condizioni meteorologiche riportavano vento tra est e est-sud-est (090°) a 11 kn (20 km/h).
La distanza visiva era segnalata essere di 4 500 piedi (1 400 m), al di sotto dei parametri minimi per un atterraggio strumentale ILS sulla 13C. L'unica pista disponibile era quella opposta, la 31C, scelta infine dall'equipaggio, con la velocità dell'aeromobile aumentata a causa del vento in coda.
Dopo aver toccato il suolo, il 737 slittò sulla pista, il carrello di atterraggio anteriore collassò e il Boeing sfondò il muro circondante l'aeroporto, fermandosi poi sulla Central Avenue, appena a sud dell'incrocio con la 55ª strada, a Nord-Ovest del Chicago-Midway. L'intersezione era piena di traffico in quel momento e l'aereo colpì almeno tre macchine, uccidendo un bambino di sei anni, ferendo gravemente cinque occupanti di una macchina (due adulti e tre bambini) e ferendo gravemente quattro occupanti di una seconda macchina. Tre passeggeri dell'aereo riportarono lievi ferite. In totale, dodici persone furono portate in ospedale dopo l'incidente. Un'altra auto colpita era parcheggiata e, fortunatamente, vuota.

## Le indagini

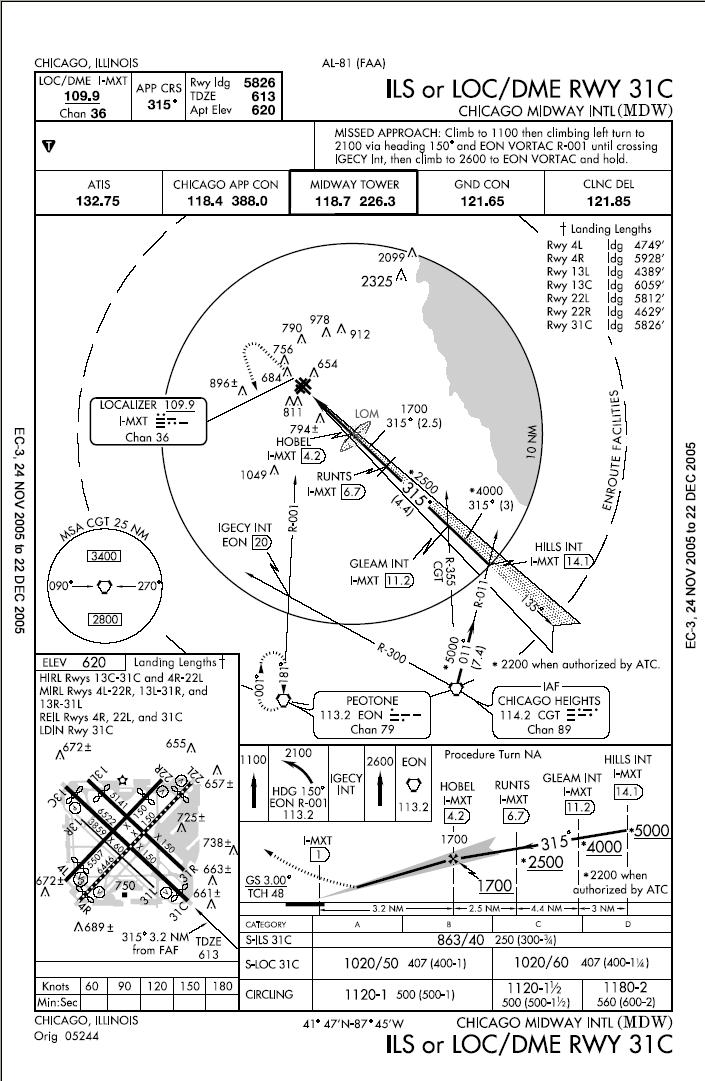
Carta ILS per la pista 31C dell'aeroporto internazionale di Chicago-Midway, dove si è verificato l'incidente.

Il National Transportation Safety Board aprì un'indagine sull'incidente. Il commissario Cortez Trotter, del Chicago Fire Department, disse che il velivolo non sarebbe stato rimosso dalla strada fino all'autorizzazione da parte dell'NTSB. Il muso dell'aereo fu issato su un rimorchio a pianale il 10 dicembre, e il 737 fu rimorchiato in un hangar per le conseguenti ispezioni.
Poiché modello "Next Generation", il velivolo coinvolto nell'incidente era equipaggiato con l'ultima tecnologia frenante e antiscivolo. Il rapporto osservò che la Southwest Airlines aveva solo di recente iniziato ad utilizzare l'autobrake, e che la formazione dei piloti per il corretto uso di tale strumento era stata inadeguata.
Il rapporto preliminare dell'NTSB stabilì che l'aeromobile atterrò nel "punto di mira" della pista con 4 500 piedi (1 400 m) rimanenti dei suoi 6 522 piedi (1 988 m) totali; in quelle condizioni meteorologiche, di vento, velocità e peso, aveva bisogno di 5 300 piedi (1 600 m) per fermarsi in sicurezza. Venne riscontrato inoltre che il vento in coda era di 8 nodi, oltre il limite richiesto di 5 nodi.

 Un rapporto preliminare dell'NTSB disse: 
 "Il capitano ha dichiarato di non essere riuscito a muovere le leve degli inversori di spinta dalla posizione in cui si trovavano. Il primo ufficiale, dopo alcuni secondi, ha notato che gli inversori non erano stati attivati, e ha estratto le leve senza problemi. Le informazioni estratte dal registratore dei dati di volo hanno rivelato che gli inversori di spinta non sono stati dispiegati fino a 18 secondi dopo l'atterraggio, e a quel punto c'erano solo circa 1 000 piedi (300 m) di pista rimanenti." 
 In alternativa, l'equipaggio sarebbe potuto rimanere in aria, aspettando un miglioramento del tempo, oppure avrebbe potuto dirottare verso un altro aeroporto, come il Chicago O'Hare International, le cui piste, più lunghe, distavano 10 minuti di volo. Ognuna di queste opzioni avrebbe comportato spese aggiuntive considerevoli per la Southwest, nonché collegamenti cancellati e significativi disagi per i passeggeri dello stesso volo 1248. Il National Transportation Safety Board identificò nella pressione psicologica uno dei fattori che contribuirono alla decisione dell'equipaggio di atterrare a Midway nonostante le condizioni sfavorevoli. Le trascrizioni del registratore vocale nella cabina di pilotaggio indicarono che i piloti erano preoccupati per la tempesta di neve e, prima dell'atterraggio, alludevano scherzosamente al film l'aereo più pazzo del mondo, dicendo: "Ho scelto una brutta giornata per smettere di sniffare colla."
L'NTSB scoprì che il controllore del traffico aereo disse ai piloti che l'azione frenante per la prima metà della pista era buona e scarsa per la seconda, ma non fornì ai piloti tutti i rapporti di frenata dei precedenti atterraggi poiché non tenne conto dei tipi di aeromobile con cui erano stati effettuati. Fu riscontrato che tali rapporti variavano in modo significativo in base al tipo di aeromobile, al cambiamento delle condizioni meteorologiche, all'esperienza del personale, al tipo di equipaggiamento utilizzato e al momento del rapporto, e quindi non potevano essere utilizzati come informazioni conclusive sulle condizioni della pista.
I piloti dichiararono che, sulla base dei calcoli effettuati dal computer di bordo (OPC), credevano di poter atterrare e fermarsi in sicurezza. Tuttavia, gli investigatori stabilirono che l'OPC basò i suoi margini di arresto su 2 assunzioni: la prima, che il vento in coda fosse inferiore a quello effettivo durante l'incidente, la seconda che gli inversori di spinta fossero attivati in tempo al momento dell'atterraggio. Si riscontrò che i piloti non erano a conoscenza di questi presupposti e che Southwest non aveva fornito sufficiente addestramento al riguardo. Pertanto, i piloti non utilizzarono il termine azione di frenata "scarsa" per valutare le prestazioni di atterraggio.
La Southwest Airlines, in un suo regolamento, imponeva ai piloti di considerare l'azione di frenata "scarsa" quando venivano ricevuti rapporti di frenata diversi tra loro. Tuttavia, venne riscontrato che i piloti coinvolti nell'incidente non erano a conoscenza di questa policy e quindi non la considerarono durante la valutazione delle condizioni di atterraggio. L'NTSB scoprì che altri 3 piloti della compagnia atterrarono prima dell'incidente, avendo ricevuto gli stessi rapporti di frenata. Tuttavia, quando questi vennero intervistati, rivelarono che anche loro non erano a conoscenza di tale policy. Inoltre, Southwest non aveva regolarmente addestrato i suoi piloti a seguire o comprendere i regolamenti su rapporti di azioni di frenata diversi tra loro, e ciò non era nemmeno menzionato nei manuali dell'azienda.
L'NTSB concluse che, anche in presenza di condizioni di frenata inadeguate e di vento in coda, l'aereo si sarebbe potuto fermare in sicurezza se i piloti avessero dispiegato gli inversori di spinta in tempo. Infatti, l'esame a tale sistema non diede prova di un avvenuto malfunzionamento.
Il National Transportation Safety Board stabilì che la probabile causa di questo incidente fu la mancanza dei piloti nell'utilizzare gli inversori di spinta in modo tempestivo per rallentare o fermare l'aeroplano in sicurezza dopo l'atterraggio, e ciò risultò in un'uscita di pista. Questo errore si verificò anche per la mancanza di esperienza dei piloti riguardo all'utilizzo del sistema di frenata automatica, che li distrasse dall'attivazione degli inversori di spinta.
A contribuire all'incidente fu anche l'incapacità di Southwest Airlines di:
1. fornire ai suoi piloti una guida e una formazione chiare e coerenti in merito alle politiche e procedure aziendali relative ai calcoli della distanza di atterraggio all'arrivo;
2. attuare nuove procedure, riguardanti l'autobrake, con un addestramento adeguato;
3. tenere conto di un margine di sicurezza nella valutazione della distanza necessaria nel caso di presenza di incertezze operative.

Anche l'assenza di un sistema di arresto alla fine della pista, che era necessario a causa della limitata area di sicurezza all'estremità della 31C, contribuì al verificarsi dell'incidente.

## Conseguenze

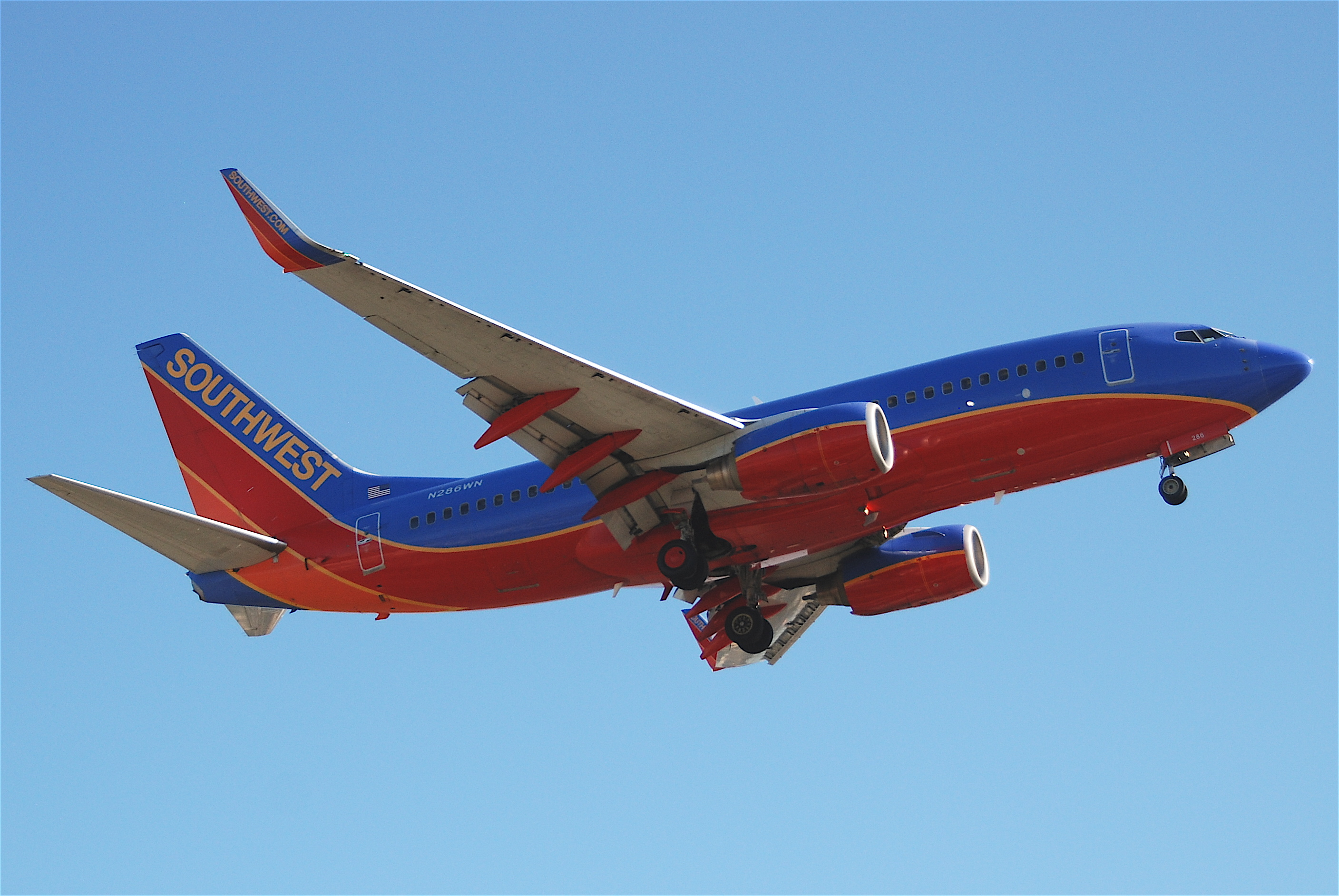
L'aeromobile coinvolto nell'incidente tornato in servizio dopo la riparazione con un nuovo numero di registrazione.

Ora è raccomandata, per ogni nuova pista, la presenza di un'area libera di almeno 1 000 piedi (300 m) ad ogni estremità, chiamata "area di sicurezza della pista"; questa consente agli aeromobili di avere ulteriore spazio per poter rallentare e fermarsi. Dato che Midway era stato costruito prima che queste regole fossero messe in atto, quest'area non fu mai costruita. L'incidente rinnovò i dibattiti sulla necessità e sulla fattibilità di un sistema ingegnerizzato di arresto, o EMAS, a Chicago Midway, data la mancanza di adeguate aree di sicurezza e la presenza di quartieri residenziali nelle vicinanze. Le azioni intraprese dalla città per acquisire terreni per la realizzazione di una zona cuscinetto intorno all'aeroporto (riconoscendo evidentemente il pericolo) vennero alla luce dopo l'incidente. Nel 2007, iniziò l'installazione di letti di arresto. Il primo è stato completato alla fine della pista 31C nell'estate del 2007. Letti EMAS sono stati installati anche alla fine delle 04R, 13C e 22L.
L'incidente è avvenuto 33 anni dopo il volo United Airlines 553, anch'esso un Boeing 737, che si schiantò durante l'avvicinamento all'aeroporto di Midway, uccidendo 45 persone.
Il volo 1248 è stato il primo incidente con vittime della Southwest Airlines nei suoi 35 anni di storia. Quello principale precedente avvenne nel 2000, quando il volo Southwest Airlines 1455 oltrepassò una pista a Burbank, California, ferendo 43 persone ed evitando per poco una catastrofe; l'aereo finì in una stazione di servizio.
Come conseguenza dell'incidente, la Federal Aviation Administration degli Stati Uniti creò un Comitato per la valutazione delle prestazioni di atterraggio e decollo (TALPA ARC). Nel 2016, sulla base delle raccomandazioni di TALPA ARC, la FAA ha implementato il nuovo "Codice per le condizioni della pista" per la comunicazione delle condizioni della pista dal personale dell'aeroporto ai membri dell'equipaggio.
Sebbene nell'incidente di Midway morì una persona a terra anziché un passeggero o un membro dell'equipaggio, Southwest seguì la tradizione di ritirare qualsiasi numero di volo coinvolto in un incidente mortale; i voli da Baltimora a Chicago cambiarono numero in 1885. Southwest chiese alla FAA, nel luglio 2006, di poter cambiare il numero dell'aeromobile in N286WN. Dopo una lunga riparazione, nel settembre 2006 l'aereo uscì dall'hangar Southwest, a Midway, come N286WN.